# Ferdinand Carl Maria Wedel-Jarlsberg

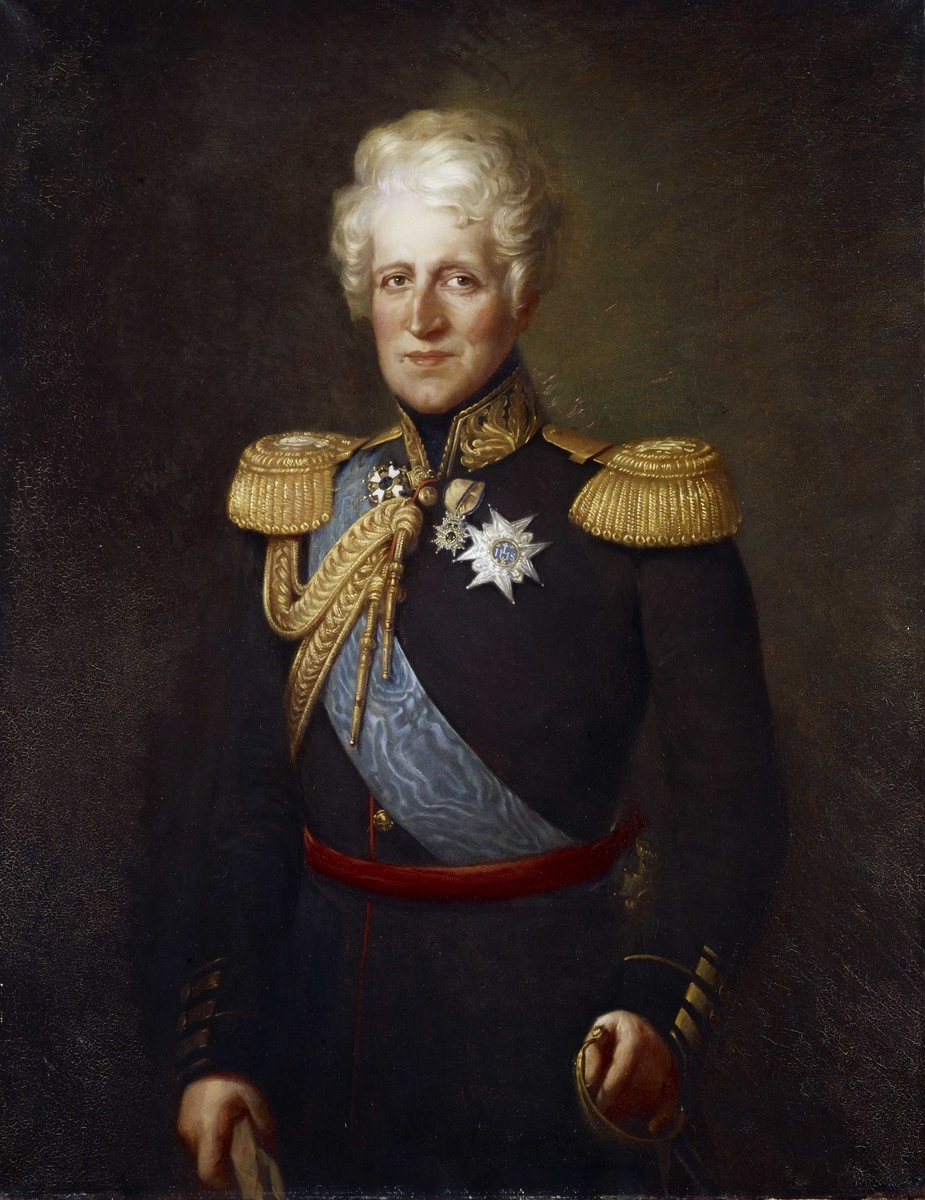
Ferdinand Wedel-Jarlsberg i norsk uniform bärande på bröstet, Svärdsorden i briljanter och Serafimerordens kraschan. Runt halsen bär han insignier för en kommendör med Stora Korset av Svärdsorden.

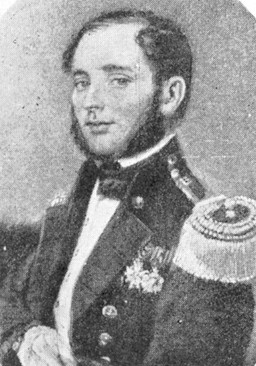
Ferdinand Carl Maria Wedel-Jarlsberg.

Ferdinand Carl Maria Wedel-Jarlsberg, född den 1 december 1781 i Neapel, död den 16 april 1857, var en norsk baron och militär, bror till Johan Caspar Herman Wedel-Jarlsberg.
Wedel-Jarlsberg bestämdes tidigt för den militära banan. Då han med brodern 1799 kom till Köpenhamn, gick han in vid hästgardet och gjorde tjänst under stadens bombardemang 1807. År 1814 lämnade han dansk tjänst och for till Norge, där han på hösten samma år blev major vid kavalleriet och adjutant hos Karl Johan. Han avancerade därpå till generallöjtnant (1833), kommenderande general över norska hären (1836) och general (1839) samt tog avsked 1850. Wedel-Jarlsberg blev tidigt anställd vid hovet som hovmarskalk och var från 1844 till sin död hovchef.